# Palmira (imię)
Palmira – imię żeńskie pochodzenia semickiego. W Polsce występuje bardzo rzadko.
Palmira imieniny obchodzi: 17 listopada.